# Centro de conexión

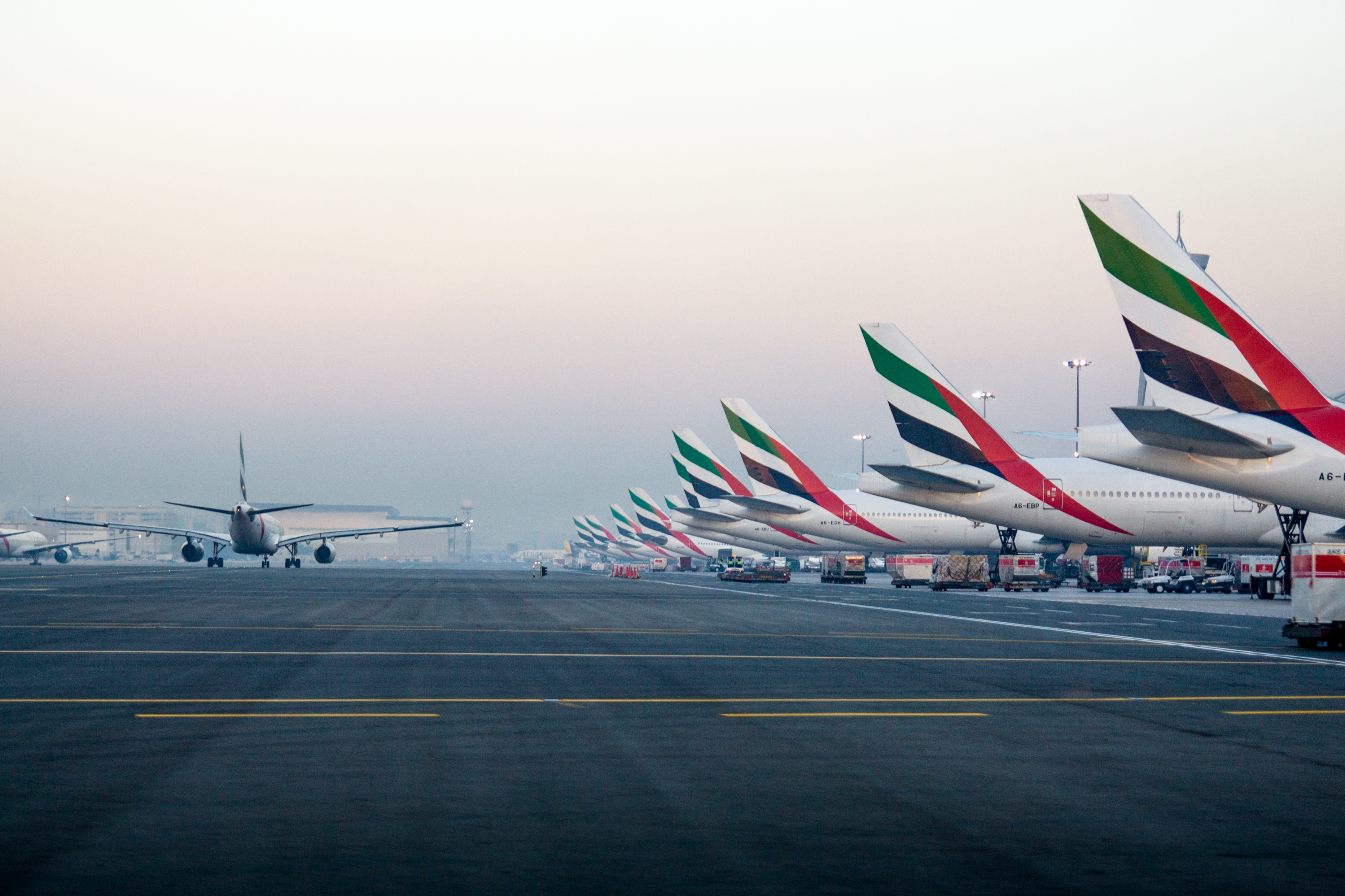
El Aeropuerto Internacional de Dubái es el Hub actual de Emirates.

Un centro de operaciones (en inglés hub 'buje') es un aeropuerto que una aerolínea usa como base para cubrir sus destinos.

## Características

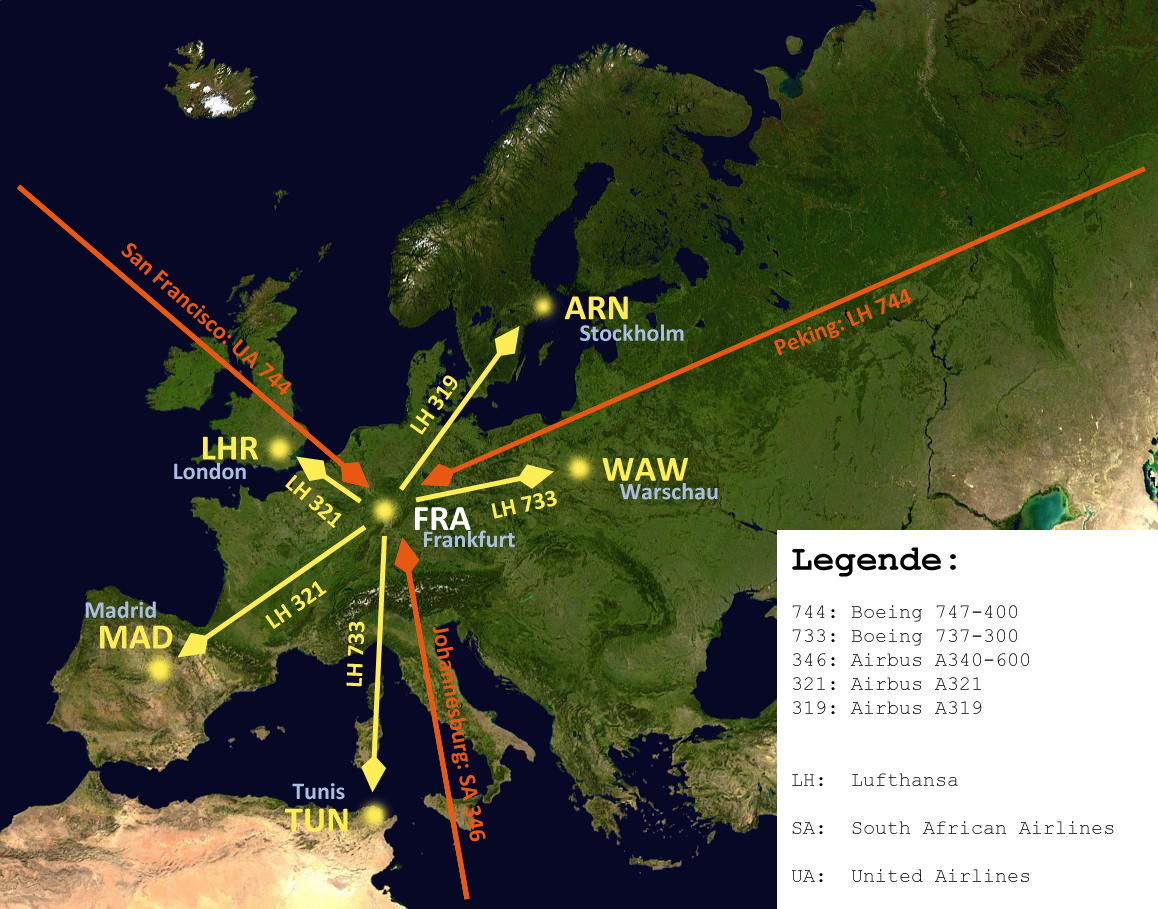
El Aeropuerto Internacional de Fráncfort es un centro de conexión de Lufthansa y recibe vuelos de las aerolíneas de Star Alliance.

Algunas aerolíneas quizá usen un único centro de conexión, mientras que otras tienen múltiples centros de conexión. Los centros de conexión son utilizados tanto para el transporte aéreo de pasajeros como también para el transporte de cargas.
Muchas aerolíneas también utilizan ciudades foco (del inglés "focus city"), que funcionan básicamente como centros de conexión, pero con menor cantidad de vuelos. También utilizan el término centro de conexión secundario, un término no técnico para grandes ciudades foco. Ejemplos incluyen a British Airways en el Aeropuerto de Mánchester y US Airways en el Aeropuerto Internacional de Pittsburgh.
Algunos de los más importantes centros de conexión de las mayores aerolíneas del mundo son conocidos como centro de conexión "fortaleza"; tales aeropuertos están generalmente dominados por una única aerolínea, la cual puede ser responsable de más del 70% del tráfico aéreo del centro de conexión "fortaleza". Ejemplo de ellos incluyen Northwest Airlines y su centro de conexión en el Aeropuerto Internacional de Minneapolis-Saint Paul, Delta Air Lines y su centro de conexión en el Aeropuerto Internacional Hartsfield-Jackson y American Airlines con su centro de conexión en el Aeropuerto Internacional de Dallas-Fort Worth. Algunos sostienen que la existencia de tales centros de conexión pueden eliminar la competencia, como ocurrió con la batalla de ProAir contra Northwest; el hecho de que ProAir operó solo por un corto período en el Aeropuerto de Detroit es a menudo citado como ejemplo. Northwest Airlines fue capaz de imponerse a la aerolínea de bajo costo igualando sus precios y ofreciendo vuelos más frecuentes. 
En Europa, ejemplos de tales aeropuertos son el Aeropuerto de Schiphol para KLM, el Aeropuerto de Heathrow para British Airways, el Aeropuerto Charles de Gaulle para Air France el Aeropuerto de Fráncfort para Lufthansa o el Aeropuerto de Madrid-Barajas para Iberia.
En Latinoamérica es ejemplo el Aeropuerto Internacional Jorge Chávez en Lima, Perú, centro de operaciones para las aerolíneas LATAM y Sky Airline, también el Aeropuerto Internacional El Dorado en Bogotá, Colombia, centro de operaciones para la aerolínea Avianca y el Aeropuerto Internacional de Tocumen en Ciudad de Panamá que sirve como hub para la aerolínea COPA. Un último ejemplo es el Aeropuerto Internacional de la Ciudad de México, desde donde opera Aeroméxico.